# بادونویلیه
بادونویلیه (به فرانسوی: Badonviller) یک کمون (فرانسه) در فرانسه است که در canton of Badonviller واقع شده‌است. بادونویلیه ۲۱٫۹۵ کیلومتر مربع مساحت دارد ۴۰۴ متر بالاتر از سطح دریا واقع شده‌است.